# Marcelo Reyes
Marcelo Armando Reyes Morales (Santiago, Chile, 12 de diciembre de 1969) es un exfutbolista chileno que jugó como arquero.

## Trayectoria
Oriundo de Santiago, comenzó su carrera en las divisiones inferiores de Colo-Colo. Debutó como profesional defendiendo el arco de Deportes Lozapenco, donde se coronó como campeón de Tercera División en 1989. Al año siguiente, luego de formar parte del plantel del equipo albo en Copa Digeder 1990, el segundo semestre defiende el arco de Santiago Wanderers de la Primera División, como suplente de Guillermo Velasco. En 1991 pasa a Deportes Antofagasta, formando parte del plantel como tercer arquero, tras Marco Cornez y Leonardo Canales.
Para 1992 formó parte del plantel de Deportes Puerto Montt en la Primera B. La temporada siguiente, defendió el arco de Unión La Calera en la Copa Chile 1993. Desde el segundo semestre de 1993 y la temporada 1994, jugó Fútbol sala en Brasil.
Entre 1995 y 1996 formó parte del plantel de Deportes Temuco en la Primera División, siendo suplente de Juan Carlos Docabo. Tras quedar sin equipo para la temporada 1997, en 1998  firma con Unión San Felipe de la Primera B, donde se retira a fines de temporada.

## Clubes
| Club                  | País  | Año       |
| --------------------- | ----- | --------- |
| Deportes Lozapenco    | Chile | 1989      |
| Colo-Colo             | Chile | 1990      |
| Santiago Wanderers    | Chile | 1990      |
| Deportes Antofagasta  | Chile | 1991      |
| Deportes Puerto Montt | Chile | 1992      |
| Unión La Calera       | Chile | 1993      |
| Deportes Temuco       | Chile | 1995-1996 |
| Unión San Felipe      | Chile | 1998      |

## Palmarés

### Campeonatos nacionales
| Título           | Club               | País  | Año  |
| ---------------- | ------------------ | ----- | ---- |
| Tercera División | Deportes Lozapenco | Chile | 1989 |